# Wiki hosting
Wiki hosting je webhostingová služba umožňující provoz a zveřejnění wiki stránek na internetu, čímž vytváří prostor pro provozování například vlastních digitálních encyklopedií. Wiki hosting poskytuje kromě prostoru na webovém a databázovém serveru také instalaci některého ze softwarů umožňující existenci wiki stránek, jako například MediaWiki, na němž běží všechny projekty nadace Wikimedia včetně Wikipedie. Odpovědnost za spravování použitého softwaru a hardwarových prostředků se u wiki farem (stránek umožňující založit si zde vlastní wiki) přesouvá z administrátora dané wiki na centrálního správce serveru.[zdroj⁠?!]
Wiki farmy můžou být ziskové či neziskové, většinou ale umožňují komukoliv zažádat o založení vlastní wiki (častokrát pod vlastní subdoménou), byť s jistými omezeními.
Ziskové wiki farmy můžou dát administrátorům, kteří spravují svou wiki, možnost platit za provoz wiki ve formě měsíčního poplatku (jako alternativu k reklamě). Ve většině případů však nedovolují žádat o příspěvky (tzv. donate) od uživatelů nebo provize z reklam zobrazených na jimi spravované stránce.
Mezi známé poskytovatele wiki hostingu patří Fandom, Miraheze (běžící na enginu MediaWiki), Ourproject.org (běžící na enginu MoinMoin), a do jisté míry také GitHub, který dovoluje administrátorům založit wiki jako dokumentaci k danému repozitáři (tzv. projektovou wiki)